# Acacia lasiocalyx
Acacia lasiocalyx är en ärtväxtart som beskrevs av Cecil Rollo Payton Andrews. Acacia lasiocalyx ingår i släktet akacior, och familjen ärtväxter. Inga underarter finns listade i Catalogue of Life.